# Pascal Mons
Pas d'image ? Cliquez ici

a Compétitions nationales et continentales officielles uniquement.

b Matchs officiels uniquement.
Pascal Mons, né le 6 décembre 1971, est un joueur et entraîneur de rugby à XIII français évoluant au poste d'ailier ou de centre dans les années 1990 et 2000.
Pascal Mons dispute le Championnat de France dans les années 1990 et 2000 au sein des clubs de l'A.S. Carcassonne et du F.C. Lézignan. Il remporte le Championnat de France en 1992 avec Carcassonne et prend part à deux finales de la Coupe de France en 1996 avec Carcassonne et 1999 avec Lézignan. Il connaît deux sélections avec l'équipe de France entre 1993 et 1995 prenant part à la Coupe du monde 1995. 

## Palmarès
- Collectif :
  - Vainqueur du Championnat de France : 1992 (Carcassonne).
  - Finaliste de la Coupe de France : 1996 (Carcassonne) et 1999 (Lézignan).

### Détails en sélection
| 1. | 2 avril 1993    | Grande-Bretagne | 6-72  | Test-match     | Centre | - | - | - | - |
| 2. | 12 octobre 1995 | Samoa           | 10-56 | Coupe du monde | Ailier | - | - | - | - |